# Ziprasidona
Ziprasidona é um fármaco utilizado pela medicina como antipsicótico, em casos de agitação aguda.É considerado um neuroléptico de média potência (CPZe=1,67).

## Mecanismo de ação
O fármaco provavelmente é antagonista dos receptores de serotonina tipo 2A (5HT2A), (5HT2C), 5HT1D e dopamina tipo 2 (D2).

## Efeitos colaterais
Os efeitos colaterais da ziprasidona incluem boca seca, anorexia, aumento de peso, diarreia, hipotensão ortostática, taquicardia, tontura, fraqueza muscular, distonia, hipertonia, alterações visuais, dermatite e erupções cutâneas.